# Didelphis
Didelphis  is een geslacht van buideldieren uit de familie van de opossums  (Didelphidae). De wetenschappelijke naam van het geslacht werd in 1758 gepubliceerd door Carl Linnaeus in de tiende editie van Systema naturae. Fossielen zijn bekend vanaf het Pleistoceen. Er worden meerdere moderne soorten in dit geslacht geplaatst, waaronder de Virginiaanse opossum (Didelphis virginiana), het enige in Noord-Amerika voorkomende buideldier.

## Beschrijving
Didelphis-soorten zijn de grootste buideldieren van Amerika. Zij worden zo groot als een kat, 2 tot 5 kg zwaar en ongeveer 30 tot 50 cm lang met een vrijwel even lange staart. De kaken zijn bezet met maximaal 50 tanden. De handen en voeten zijn goed aangepast aan het grijpen. Iedere voet heeft normaal gesproken 5 tenen, waarbij de grote teen opponeerbaar is. De buidelratten uit dit geslacht hebben een goed ontwikkelde buidel. Hun vacht is witachtig tot grijs van kleur en op de kop hebben ze meestal drie zwarte strepen, een over elk oog en een in het midden. 

## Leefwijze
De soorten uit dit geslacht zijn generalisten, die in een grote verscheidenheid aan leefgebieden voorkomen, van graslanden tot bossen. Zij leven voornamelijk op de grond, maar kunnen goed klimmen. Het zijn omnivoren, die alles eten wat ze te pakken kunnen krijgen: vruchten, aas, insecten en kleine gewervelden, maar ook afval. Opossums leven meestal in bosrijke of met struiken bedekte gebieden. Ze zijn echter culturele volgers en komen ook voor in plantages, parken en steden. Opossums zijn nachtelijke eenlingen. Ze zijn meestal agressief tegenover andere soortgenoten. Ze kunnen goed zwemmen en goed klimmen met behulp van hun aangrijpende staart. Niettemin leven ze meestal op de grond. Ze brengen de dag door in spleten, holle bomen, in zelf gegraven structuren of in nesten, die ze neerleggen met grassen en bladeren. Opossums zijn niet permanent gebonden aan het grondgebied. Ze bewonen slechts een bepaald gebied voor een paar maanden, maar gedurende deze tijd verdedigen ze het voortdurend tegen andere opossums. De natuurlijke vijanden van de opossum zijn coyotes, vossen, uilen en grote roofvogels. In geval van gevaar houden de opossums zich  dood. Deze impasse is zo opvallend dat het een gezegde werd in Amerika als een "spelende opossum". Opossums zijn immuun voor slangengif en andere gifstoffen. Daarom wordt onderzocht welke antilichamen de opossum tegen gif ontwikkelt. Opossums zijn alleseters. Ze voeden zich met insecten, kleine gewervelde dieren en aas, evenals met plantaardig materiaal zoals fruit en granen.
Voortplanting
Opossum-vrouwtjes hebben een goed ontwikkelde buidel met meestal 13 spenen erin, die in een cirkel zijn gerangschikt. Na twaalf tot veertien dagen zwangerschap (een van de kortste van alle zoogdieren), worden ongeveer 20 jonge dieren geboren. De pasgeborenen zijn één centimeter lang en wegen 0,13 gram. Niet allemaal vinden ze hun weg in de buidel als ze een tekort aan leven hebben. Ze verlaten het zakje voor het eerst op de leeftijd van twee tot drie maanden. Als ze niet allemaal ruimte in de tas hebben, rijden sommige jonge dieren op de rug van de moeder. Ze zijn zelfvoorzienend na drie tot vier maanden en opossums worden seksueel volwassen tegen het einde van hun eerste jaar. Het vrouwtje voert meestal twee nesten per jaar, af en toe kan het een of drie zijn. Hun levensverwachting in het wild is maximaal twee tot drie jaar, exemplaren in gevangenschap leven tot vijf jaar.

## Verspreiding
De soorten uit het geslacht Didelphis hebben samen een groot verspreidingsgebied, groter dan dat van de soorten uit andere geslachten van opossums. Soorten uit dit geslacht zijn te vinden van Zuid-Canada tot Argentinië, alsmede de Kleine Antillen. Hun circulatiegebied is gegroeid sinds de komst van de Europeanen in Noord-Amerika.

## Fossiele vondsten
Fossielen zijn gevonden in Zuid- en Noord-Amerika. De oudste stammen uit het Pleistoceen.

## Soorten
Opossums zijn de meest voorkomende soort buidelratten en de enige die ook voorkomt in Noord-Amerika met de noordelijke opossum. Het verspreidingsgebied van het geslacht strekt zich uit van het zuiden van Canada via de Verenigde Staten tot centraal Argentinië.
Het geslacht telt de volgende zes soorten:
| Afbeelding | Soort                                              | Verspreidingsgebied                                                                        |
| ---------- | -------------------------------------------------- | ------------------------------------------------------------------------------------------ |
|            | Didelphis albiventris – Witooropossum              | Argentinië, Bolivia, Brazilië, Paraguay en Uruguay                                         |
|            | Didelphis aurita                                   | zuidoostelijk Brazilië en oostelijk Paraguay                                               |
|            | Didelphis imperfecta                               | Brazilië, Suriname, Frans Guiana, Guyana en Venezuela                                      |
|            | Didelphis marsupialis – Midden-Amerikaanse opossum | northeast of Mexico to Bolivia to the central coast of Peru, including Trinidad and Tobago |
|            | Didelphis pernigra                                 | Andes van Venezuela tot Bolivia                                                            |
|            | Didelphis virginiana – Virginiaanse opossum        | Noord-Amerika en Centraal-Amerika, van zuidelijk Canada tot Costa Rica                     |

Opossums worden vaak niet alleen in Duitstalige landen verward met het opossum dat in Australië voorkomt en van daaruit naar Nieuw-Zeeland wordt geïmporteerd. Het is waarschijnlijk omdat in de pelsindustrie de vacht van het opossum, ook bekend als kusus, wordt aangeduid als "Australian", "Tasmanian" resp. "New Zealand Opossumvel".

### Fylogenie
Cladogram van de nog levende soorten:
|  | D. aurita      |
|  |                |
|  | D. marsupialis |
|  |                |

|  | D. albiventris                                                |
|  |                                                               |
|  | \| \| D. imperfecta \| \| \| \| \| \| D. pernigra \| \| \| \| |
|  |                                                               |
|  | D. imperfecta                                                 |
|  |                                                               |
|  | D. pernigra                                                   |
|  |                                                               |

|  | D. imperfecta |
|  |               |
|  | D. pernigra   |
|  |               |

|  | D. aurita      |
|  |                |
|  | D. marsupialis |
|  |                |

|  | D. albiventris                                                |
|  |                                                               |
|  | \| \| D. imperfecta \| \| \| \| \| \| D. pernigra \| \| \| \| |
|  |                                                               |
|  | D. imperfecta                                                 |
|  |                                                               |
|  | D. pernigra                                                   |
|  |                                                               |

|  | D. imperfecta |
|  |               |
|  | D. pernigra   |
|  |               |

|  | D. aurita      |
|  |                |
|  | D. marsupialis |
|  |                |

|  | D. albiventris                                                |
|  |                                                               |
|  | \| \| D. imperfecta \| \| \| \| \| \| D. pernigra \| \| \| \| |
|  |                                                               |
|  | D. imperfecta                                                 |
|  |                                                               |
|  | D. pernigra                                                   |
|  |                                                               |

|  | D. imperfecta |
|  |               |
|  | D. pernigra   |
|  |               |

|  | D. aurita      |
|  |                |
|  | D. marsupialis |
|  |                |

|  | D. albiventris                                                |
|  |                                                               |
|  | \| \| D. imperfecta \| \| \| \| \| \| D. pernigra \| \| \| \| |
|  |                                                               |
|  | D. imperfecta                                                 |
|  |                                                               |
|  | D. pernigra                                                   |
|  |                                                               |

|  | D. imperfecta |
|  |               |
|  | D. pernigra   |
|  |               |

## Mens en opossum
Als volgers van de cultuur profiteren buidelratten meer van de aanwezigheid van mensen dan veel andere dieren. Ze vinden voedsel in vuilnisbakken en op plantages en er wordt gezegd dat ze soms pluimvee scheuren, daarom worden ze soms als een plaag gezien en gejaagd. Wegverkeer is een andere bron van gevaar voor opossums. Opossums werden gejaagd voor hun vlees en ze worden ook gebruikt als proefdieren. De opossumbont wordt als bont gebruikt. In de 19e eeuw begonnen boeren in de Verenigde Staten zelfs met het verbouwen van opossums.Over het algemeen komen deze dieren veel voor en is geen van de soorten bedreigd volgens de IUCN. In 2008 kreeg Heidi, het schele opossumvrouwtje, grote media-aandacht in Duitsland. Er werd ook aandacht besteed aan de Opatio Ratatouille, die in 2012 in een reclamefilm in een Amerikaans skigebied snowboardde.